# Gezeitenkraftwerk La Rance
Das Gezeitenkraftwerk La Rance (französisch Usine marémotrice de la Rance, bretonisch Stankell vordredan ar Renk) ist ein 1966 gebautes Gezeitenkraftwerk in Damm-Bauweise an der Mündung des Flusses Rance zwischen Saint-Malo und La Richardais (bei Dinard) im Département Ille-et-Vilaine in der Bretagne in Nordwestfrankreich. Das Kraftwerk bezieht den größeren Anteil seiner Energiegewinnung aus der Gezeitenströmung des Atlantiks, der an dieser Stelle einen Tidenhub von über acht Metern aufweist. Ein deutlich kleinerer Anteil seiner Leistung kommt aus der ablaufenden Strömung der Flussmündung.
Das Kraftwerk speiste 1967 erstmals Strom ins Netz ein und war damit das erste kommerziell genutzte Gezeitenkraftwerk der Welt. Mit seiner Spitzenleistung von insgesamt 240 Megawatt war es mehr als 40 Jahre lang mit großem Abstand das größte Kraftwerk dieser Art weltweit (vor dem Gezeitenkraftwerk Annapolis, Kanada, mit nur ca. 20 MW). Im August 2011 wurde es vom koreanischen Werk Sihwa-ho als Rekordhalter bei der Spitzenleistung abgelöst (mit 254 MW).

## Geschichte
Bereits lange vor dem 20. Jahrhundert gab es in der Bretagne, insbesondere entlang der Rance, Gezeitenmühlen, die die Kraft der Tiden zum Antrieb von Mühlsteinen und anderen Maschinen nutzten.
Der Vorschlag, die starken Gezeiten in der Region auch im großen Stil zur Stromerzeugung zu nutzen, wurde erstmals 1921 gemacht. Ab 1925 gab es im kleinen Ort Aber Wrac’h bei Landéda eine Versuchsanlage, die aber wegen Finanzierungsproblemen bereits fünf Jahre später wieder stillgelegt wurde. Ab 1943 führte die Société d’étude pour l’utilisation des marées (deutsch: Studiengesellschaft zur Nutzung der Gezeiten) eine detaillierte Untersuchung zum Bau eines Gezeitenkraftwerkes an der Rance-Mündung durch.
Danach dauerte es noch fast 20 weitere Jahre, bis die Bauarbeiten 1961 unter der Führung von Albert Caquot tatsächlich begannen. Durch zwei provisorische Stauwände aus riesigen Betonzylindern wurde ein Abschnitt der Rance-Mündung trockengelegt, und in der so entstandenen Wanne wurde ab 1963 das heutige Absperrbauwerk mit dem Kraftwerk errichtet. Dies dauerte drei weitere Jahre, bis der Damm am 26. November 1966 durch den französischen Präsidenten Charles de Gaulle feierlich eingeweiht wurde. Im Folgejahr 1967 wurde auch die Straße über den Damm zur Überfahrt freigegeben und am 4. Dezember 1967 speiste das Kraftwerk erstmals Strom ins nationale Netz der EDF ein.
Seit langem stellt das Kraftwerk als einzigartiges Ingenieurbauwerk eine Touristenattraktion für sich dar. Es lockt jährlich etwa 200.000 Besucher an.

## Technik

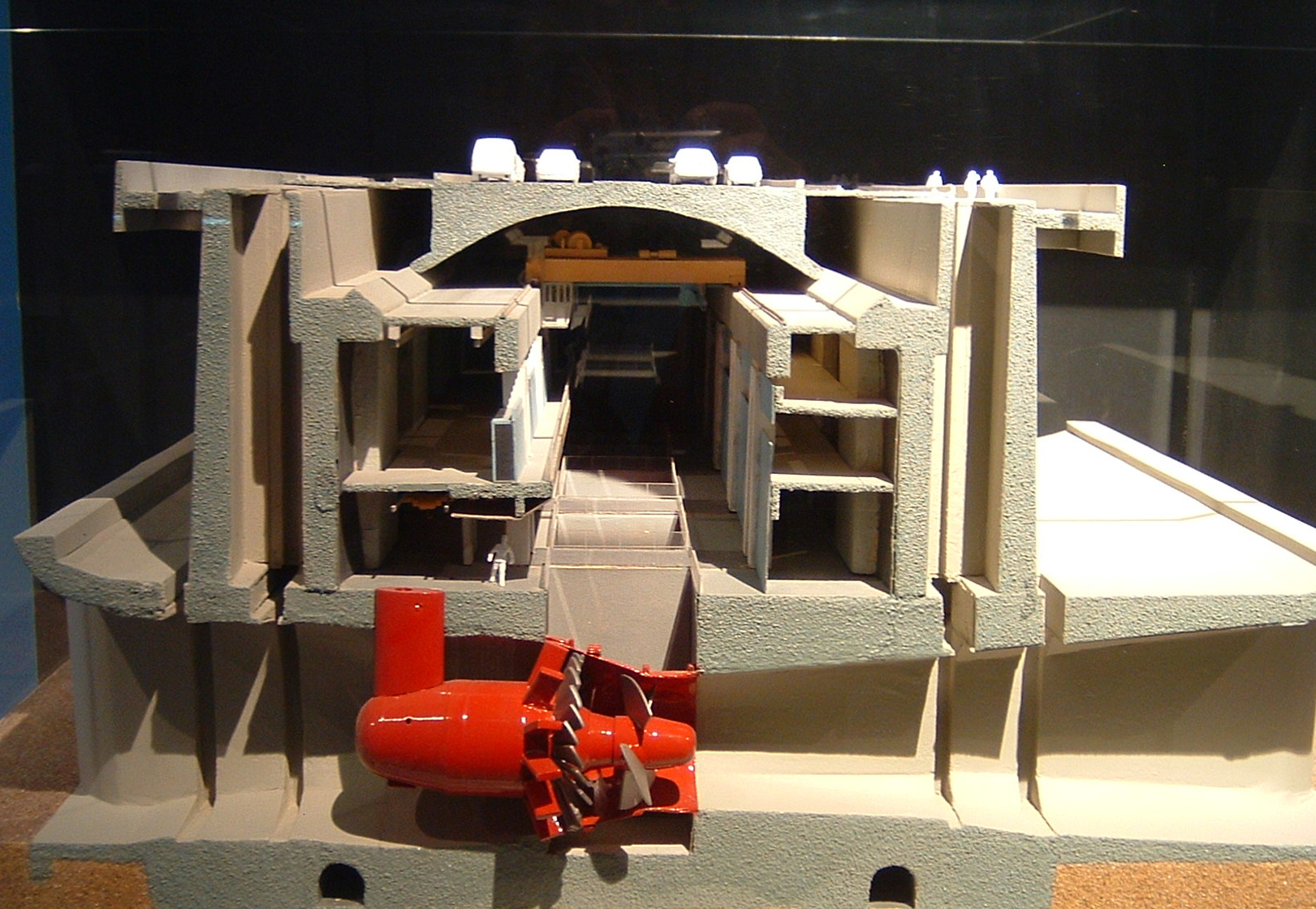
Schnitt durch das Maschinenhaus (Modell)

Die durch das Kraftwerk vom offenen Meer abgeteilte Bucht der Rance-Mündung hat eine Fläche von etwa 22 km² und ein Speichervolumen von etwa 180 Mio. m³. Bei maximalem Tidenhub strömen mit jeder Tide 720 Mio. m³ Wasser durch das Kraftwerk, was einem mittleren Durchfluss von 15.000 m³/s entspricht (nur Tidenströmung; die Strömung des Flusses nicht mitgerechnet).
Das für das Kraftwerk errichtete, insgesamt etwa 750 m lange Absperrbauwerk besteht (von West nach Ost) aus einem 65 m langen und etwa 10 m breiten Schleusenbauwerk für die Schifffahrt, einer 390 m langen, betonierten Staumauer, in die das Maschinenhaus für die 24 Turbinen integriert ist, einem Staudamm von 175 m Länge und einem 115 m breiten Sperrwerk, bestehend aus sechs Abschnitten, durch welche der Tidendurchfluss am Kraftwerk vorbei reguliert werden kann.
Das Bauwerk ist überfahrbar, die Route départementale Nr. 168 zwischen Dinard und Saint-Malo kreuzt auf diesem Wege die Rance. Im Bereich der Schleuse ist eine Klappbrücke angeordnet, die auch größeren Schiffen die Passage erlaubt. Durch die Schleuse fahren jährlich etwa 16.000 Schiffe und Boote; über die Straße zu Spitzenzeiten bis zu 35.000 Fahrzeuge täglich.
Die 24 Turbinen sind Kaplan-Rohrturbinen mit horizontaler Welle und einem Rotordurchmesser von 5,35 m. Bei einem maximalen Durchfluss von 275 m³/s und einer maximalen Drehzahl von 260 min−1 liefert jede Turbine eine elektrische Leistung von bis zu 10 MW. Die Flügel sind um 40° drehbar, um sich den wechselnden Anforderungen anpassen zu können: Die Turbinen funktionieren in beiden Flussrichtungen (bei Ebbe und Flut) zur Stromerzeugung, aber auch als Pumpturbinen, so dass das Kraftwerk auch als Pumpspeicherkraftwerk genutzt werden kann. Etwa 20 % der Zeit arbeitet die Anlage im Pumpbetrieb, 60 % im Turbinenbetrieb. Weiterhin können die Turbinen auch im „Schiebebetrieb“ arbeiten, um bei Bedarf der Strömung möglichst wenig Widerstand zu bieten und das Staubecken zur Unterstützung des Sperrwehres schnell zu leeren oder zu füllen. Aufgrund der breiten Anforderungen musste ein vergleichsweise niedriger Wirkungsgrad in Kauf genommen werden.
Die mit der Turbine starr direkt gekuppelten Generatoren sind Drehstrom-Synchronmaschinen mit einer Spannung von 3,5 kV. Die Generatoren sind in Vierer-Gruppen verschaltet und speisen über drei Blocktransformatoren mit einer Leistung von je 80 MVA die Energie ins 225-kV-Hochspannungsnetz ein (3 · 2 · 4 = 24).
Als Schutz gegen den chemischen Angriff des Meerwassers musste ein aufwändiger kathodischer Korrosionsschutz vorgesehen werden, der mit 1 V Spannung und 20 Ampere Stromstärke betrieben wird. In der gesamten Anlage mussten – wie im Einflussbereich von Seewasser üblich – korrosionsbeständige Materialien verbaut werden und es musste besonderer Wert auf Abdichtungen gelegt werden.

## Ökologische Auswirkungen / Kritik

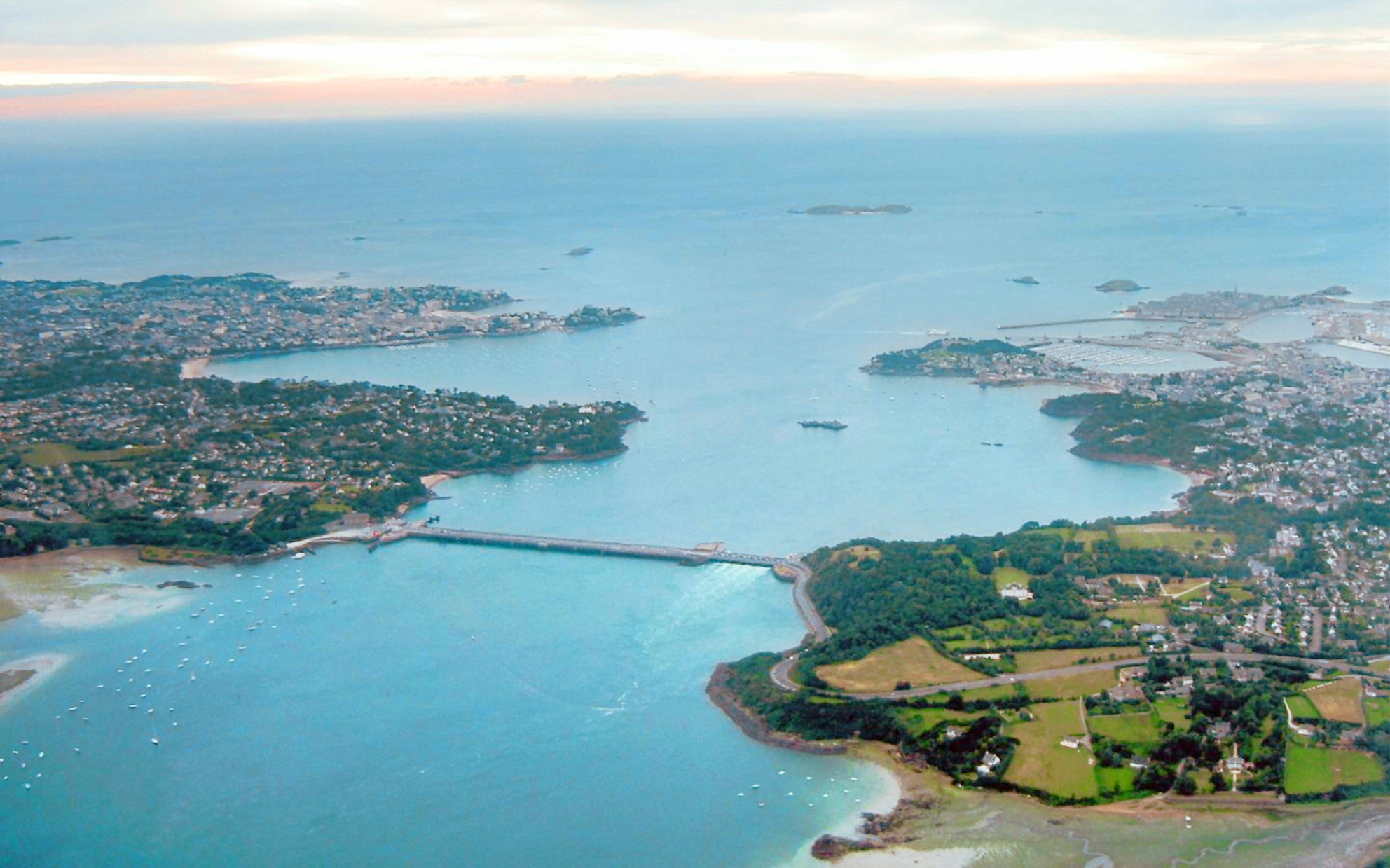
Ansicht aus der Luft

Obwohl das Kraftwerk noch eine erhebliche Gezeitenströmung durchlässt, wurde durch das Absperrbauwerk das Ökosystem der Rance-Mündung merklich verändert. 
Der Tidenhub in der Mündung, der vor dem Bau des Kraftwerkes bis zu 14 m betrug, ist heute auf ca. 7–8 m reduziert und zeitlich verschoben.
- Der Abtransport von Sedimenten und Schlamm der Rance zum offenen Meer wurde so weit behindert, dass es zu einer massiven Verlandung der Rance-Mündung gekommen ist.
- Es gibt keine besondere Einrichtung, die Fischen die Passage durch den Kraftwerksdamm erleichtert. Kleinere Fische und selbst die besonders empfindlichen Sepien (Tintenfische) können die relativ langsam drehenden Turbinen normalerweise unverletzt passieren. Für große Arten wie Seehunde oder Tümmler ist die Wanderung zwischen dem Speichersee und dem offenen Meer hingegen behindert.
- Der Zustrom von Meerwasser bei auflaufender Flut wurde so weit reduziert, dass der Salzgehalt des Wassers in der Rance-Mündung merklich abnahm. Hierdurch sind einige Salzwasserfische wie Sandaale und Schollen ganz verschwunden. Einige Fischarten, deren Bestände nach dem Bau vorübergehend zurückgingen (Meerbrassen, Meeräschen, Rochen, …), haben den Speichersee inzwischen wieder besiedelt. Auf der anderen Seite haben sich manche Brackwasser- und Süßwasserfische sogar vermehrt.